# Pensionsinfo
PensionsInfo er en internetportal ( pensionsinfo.dk ), en forening og et samarbejde mellem alle offentlige myndigheder, ATP, pensionskasser, livsforsikringsselskaber og banker.
PensionsInfo er udarbejdet af brancheorganisationen Forsikring & Pension.
PensionsInfo giver et samlet overblik over alle pensionsordninger. Man kan beregne sin pension ud fra en række forudsætninger.
Pensionsinfo var ved lanceringen et nybrud i den finansielle sektor.